# Gare d'Erbisœul
La gare d'Erbisœul est une gare ferroviaire belge de la ligne 96, de Bruxelles-Midi à Quévy (frontière), située à Erbisœul section de la commune de Jurbise dans la province de Hainaut en région wallonne.
Elle est mise en service en 1881 par l'administration des chemins de fer de l'État belge. C'est une halte voyageurs de la Société nationale des chemins de fer belges (SNCB) desservie par des trains Omnibus (L) et d'Heure de pointe (P).

## Situation ferroviaire
Établie à 67 m d'altitude, la gare d'Erbisœul est située au point kilométrique (PK) 51,6 de la ligne 96, de Bruxelles-Midi à Quévy (frontière), entre les gares de Jurbise et de Ghlin.

## Histoire
La station d'Erbisœul située sur la ligne 96 est mise en service, le 15 novembre 1881, par l'administration des chemins de fer de l'État belge. Elle est alors appelée Erbisœul-Brûlotte afin de la différencier de la station d'Erbisœul-Herchies située sur la ligne 90 entre Jurbise et Saint-Ghislain via Baudour. Cette dernière est depuis fermée et la ligne a été démontée.
La maison du garde-barrière a servi de guichets jusqu'à la construction d'un petite bâtisse sans étage de 5 travées, identique à l’aile principale des bâtiments type 1893. Ces deux bâtiments ont depuis disparu.

## Service des voyageurs

### Accueil
Halte SNCB, c'est un point d'arrêt non géré (PANG) à accès libre.

### Desserte
Erbisœul est desservie par des trains Omnibus (L) et d'Heure de pointe (P) de la SNCB, qui effectuent des missions sur la ligne commerciale 96 (voir brochure SNCB,).
La dessert en semaine est constituée de trains L Mons - Braine-le-Comte.
En semaine, des trains supplémentaires (P) se rajoutent en heure de pointe et effectuent les trajets suivants :
- Mons - Ath (un train le matin, un autre l’après-midi) ;
- Grammont - Mons (le matin, retour l’après-midi) ;
- Ath - Tournai (deux l’après-midi).

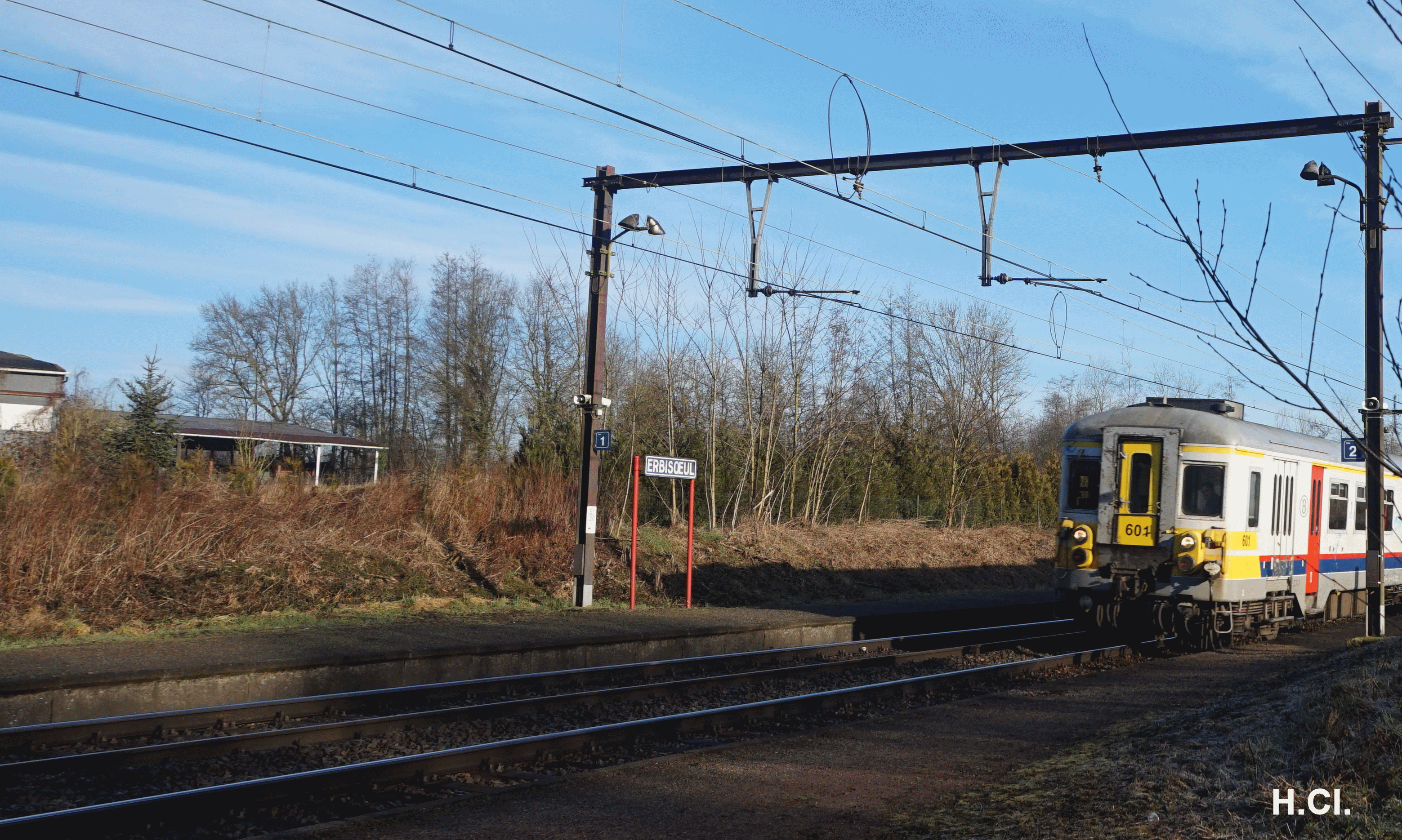
Arrivée d'un train.

Le week-end et les jours fériés, la gare est desservie par des trains L Quévy - Grammont.

### Intermodalité
Un parc pour les vélos y est aménagé. Le stationnement des véhicules est possible à proximité.

## Comptage voyageurs
Le graphique et le tableau montrent le nombre de passagers qui en moyenne embarquent durant la semaine, le samedi et le dimanche.
| Nombre de voyageurs qui embarquent à la gare d'Erbisœul | Nombre de voyageurs qui embarquent à la gare d'Erbisœul | Nombre de voyageurs qui embarquent à la gare d'Erbisœul | Nombre de voyageurs qui embarquent à la gare d'Erbisœul |
|                                                         | Semaine                                                 | Samedi                                                  | Dimanche                                                |
| ------------------------------------------------------- | ------------------------------------------------------- | ------------------------------------------------------- | ------------------------------------------------------- |
| 1977                                                    | 287                                                     | 84                                                      | 43                                                      |
| 1978                                                    | 295                                                     | 59                                                      | 30                                                      |
| 1979                                                    | 251                                                     | 53                                                      | 23                                                      |
| 1980                                                    | 269                                                     | 64                                                      | 30                                                      |
| 1981                                                    | 229                                                     | 49                                                      | 19                                                      |
| 1982                                                    | 255                                                     | 53                                                      | 30                                                      |
| 1983                                                    | 194                                                     | 47                                                      | 16                                                      |
| 1984                                                    | 180                                                     | 26                                                      | 26                                                      |
| 1985                                                    | 230                                                     | 44                                                      | 37                                                      |
| 1986                                                    | 158                                                     | 42                                                      | 44                                                      |
| 1987                                                    | 159                                                     | 35                                                      | 32                                                      |
| 1988                                                    | 184                                                     | 25                                                      | 26                                                      |
| 1989                                                    | 201                                                     | 24                                                      | 15                                                      |
| 1990                                                    | 163                                                     | 28                                                      | 30                                                      |
| 1991                                                    | 176                                                     | 18                                                      | 20                                                      |
| 1992                                                    | 115                                                     | 21                                                      | 25                                                      |
| 1993                                                    | 122                                                     | 17                                                      | 21                                                      |
| 1994                                                    | 129                                                     | 14                                                      | 13                                                      |
| 1995                                                    | 116                                                     | 1                                                       | 1                                                       |
| 1996                                                    | 121                                                     | 12                                                      | 17                                                      |
| 1997                                                    | 98                                                      | 8                                                       | 6                                                       |
| 1998                                                    | 109                                                     | 18                                                      | 20                                                      |
| 1999                                                    | 91                                                      | 10                                                      | 10                                                      |
| 2000                                                    | 85                                                      | 18                                                      | 18                                                      |
| 2001                                                    | 77                                                      | 14                                                      | 11                                                      |
| 2002                                                    | 78                                                      | 11                                                      | 7                                                       |
| 2003                                                    | 63                                                      | 10                                                      | 7                                                       |
| 2004                                                    | 82                                                      | 13                                                      | 8                                                       |
| 2005                                                    | 91                                                      | 16                                                      | 12                                                      |
| 2006                                                    | 87                                                      | 10                                                      | 8                                                       |
| 2007                                                    | 69                                                      | 18                                                      | 4                                                       |
| 2008                                                    | -                                                       | -                                                       | -                                                       |
| 2009                                                    | 81                                                      | 5                                                       | 12                                                      |
| 2010                                                    | -                                                       | -                                                       | -                                                       |
| 2011                                                    | -                                                       | -                                                       | -                                                       |
| 2012                                                    | 82                                                      | 6                                                       | 8                                                       |
| 2013                                                    | 115                                                     | 12                                                      | 13                                                      |
| 2014                                                    | 84                                                      | 12                                                      | 3                                                       |
| 2015                                                    | 91                                                      | 13                                                      | 5                                                       |
| 2016                                                    | 47                                                      | 10                                                      | 6                                                       |
| 2017                                                    | 70                                                      | 6                                                       | 3                                                       |
| 2018                                                    | 68                                                      | 16                                                      | 13                                                      |
| 2019                                                    | 63                                                      | -                                                       | -                                                       |
| 2020                                                    | 65                                                      | 11                                                      | 12                                                      |
| 2021                                                    | -                                                       | -                                                       | -                                                       |
| 2022                                                    | 123                                                     | 22                                                      | 19                                                      |
| 2023                                                    | 139                                                     | 88                                                      | 73                                                      |
| 2024                                                    | 125                                                     | 27                                                      | 32                                                      |